# Limia pauciradiata
Limia pauciradiata es una especie de peces de la familia de los pecílidos en el orden de los ciprinodontiformes.

## Morfología
Los machos pueden alcanzar los 3,5 cm de longitud total y las hembras los 5,18 cm.

## Distribución geográfica
Se encuentran al nordeste de Haití.